# 阿波中原駅
阿波中原駅（あわなかはらえき）は、徳島県板野郡応神村中原（現：徳島市応神町中原）にあった鉄道省（後の日本国有鉄道）阿波線の駅（廃駅）である。
吉野川に架橋できず、徳島市街に乗り入れることができなかった阿波電気軌道（後の阿波鉄道）が設置した、鉄道連絡船（吉野川連絡船）の接続駅である。1935年（昭和10年）の吉野川架橋による徳島駅乗り入れに伴い、廃駅となった。

## 歴史
- 1916年（大正5年）7月1日：阿波電気軌道古川駅 - 撫養駅間の開通時に中原駅として設置[1]。一般駅。
- 1933年（昭和8年）7月1日：阿波鉄道の買収により鉄道省阿波線の駅となる[1]。
- 1935年（昭和10年）3月20日：当駅 - 吉成駅間の廃線により廃駅となる[1]。

## 隣の駅
鉄道省
阿波線
古川駅 - 阿波中原駅 - 吉成駅